# Making History (Fernsehserie)
Making History ist eine US-amerikanische Comedyserie, die von Julius Sharpe geschaffen wurde. Die Premiere der Serie fand am 5. März 2017 auf dem US-Networksender Fox statt. Im deutschsprachigen Raum erfolgte die Erstveröffentlichung der Serie am 14. September 2022 durch Disney+ via Star.

## Handlung
Die Serie folgt drei Freunden aus zwei verschiedenen Jahrhunderten, die versuchen, den Nervenkitzel des Zeitreisens mit ihren Alltagsproblemen in der Gegenwart in Einklang zu bringen.

## Besetzung und Synchronisation
Die deutschsprachige Synchronisation entstand nach den Dialogbüchern sowie unter der Dialogregie von Cornelia Steiner durch die Synchronfirma Iyuno-SDI Group Germany in Berlin.

### Hauptdarsteller
| Rolle                 | Schauspieler     | Synchronsprecher  |
| --------------------- | ---------------- | ----------------- |
| Daniel „Dan“ Chambers | Adam Pally       | Tommy Morgenstern |
| Chris Parrish         | Yassir Lester    | Asad Schwarz      |
| Deborah Revere        | Leighton Meester | Tanya Kahana      |
| John Hancock          | John Gemberling  | Lutz Schnell      |
| Sam Adams             | Neil Casey       | Lucas Wecker      |

### Nebendarsteller
| Rolle                       | Schauspieler       | Synchronsprecher   |
| --------------------------- | ------------------ | ------------------ |
| Paul Revere                 | Brett Gelman       | Jaron Löwenberg    |
| Dr. Theodore Anthony Cobell | Ben Vereen         | Axel Lutter        |
| Dean Wiley                  | Sean Clements      | Max Felder         |
| Mae Capone                  | Stephanie Escajeda | Katharina Spiering |
| Al Capone                   | Tim Robinson       | Jan Makino         |

### Episodendarsteller
| Rolle                        | Schauspieler       | Synchronsprecher   |
| ---------------------------- | ------------------ | ------------------ |
| Davey                        | Ross Philips       | Dirk Stollberg     |
| Colonel Smith                | Jamie Harris       | Bernd Egger        |
| Lori                         | Jill E. Alexander  | Svantje Wascher    |
| Kevin                        | Steven Thomas Capp | Tom Raczko         |
| Mrs. Chadwick                | Vicki Lewis        | Katrin Zimmermann  |
| Judi Forelli                 | Renee Percy        | Nora Kunzendorf    |
| Daniel „Dan“ Chambers (jung) | Richie Cottrell    | Paul Maria Asmus   |
| Bookie                       | Richard Tanner     | Gerald Schaale     |
| Troy                         | Ace Gibson         | Felix Isenbügel    |
| Melanie Barzoon              | Stefanie Black     | Marie-Isabel Walke |
| Mona                         | Natalie Morales    | Sonja Spuhl        |

## Episodenliste
| Nr. | Deutscher Titel                  | Originaltitel                  | Erstveröffentlichung (USA) | Deutschsprachige Erstveröffentlichung (D/A/CH) | Regie             | Drehbuch         |
| --- | -------------------------------- | ------------------------------ | -------------------------- | ---------------------------------------------- | ----------------- | ---------------- |
| 1   | Ab in die Vergangenheit          | Pilot                          | 5. März 2017               | 14. Sep. 2022                                  | Jared Hess        | Julius Sharpe    |
| 2   | Der Schuss, der um die Welt ging | The Shot Heard Round the World | 12. März 2017              | 14. Sep. 2022                                  | Jared Hess        | Dominic Dierkes  |
| 3   | Lügen haben haarige Beine        | The Boyfriend Experience       | 19. März 2017              | 14. Sep. 2022                                  | Maggie Carey      | Sarah Peters     |
| 4   | Chadwicks Engel                  | Chadwick's Angels              | 26. März 2017              | 14. Sep. 2022                                  | Payman Benz       | Craig DiGregorio |
| 5   | Die Bestechlichen                | The Touchables                 | 2. Apr. 2017               | 14. Sep. 2022                                  | Eric Appel        | Sean Clements    |
| 6   | Loyalität oder List              | The Godfriender                | 23. Apr. 2017              | 14. Sep. 2022                                  | Peter Atencio     | Karen Kilgariff  |
| 7   | Night Cream                      | Night Cream                    | 30. Apr. 2017              | 14. Sep. 2022                                  | Jared Hess        | Alison Agosti    |
| 8   | Das Duell                        | The Duel                       | 7. Mai 2017                | 14. Sep. 2022                                  | Claire Scanlon    | Ted Travelstead  |
| 9   | Alles wie immer                  | Body Trouble                   | 21. Mai 2017               | 14. Sep. 2022                                  | Iain B. MacDonald | Isaiah Lester    |